# 武器河岸
41°55′00″N 12°28′10″E / 41.916545°N 12.469518°E

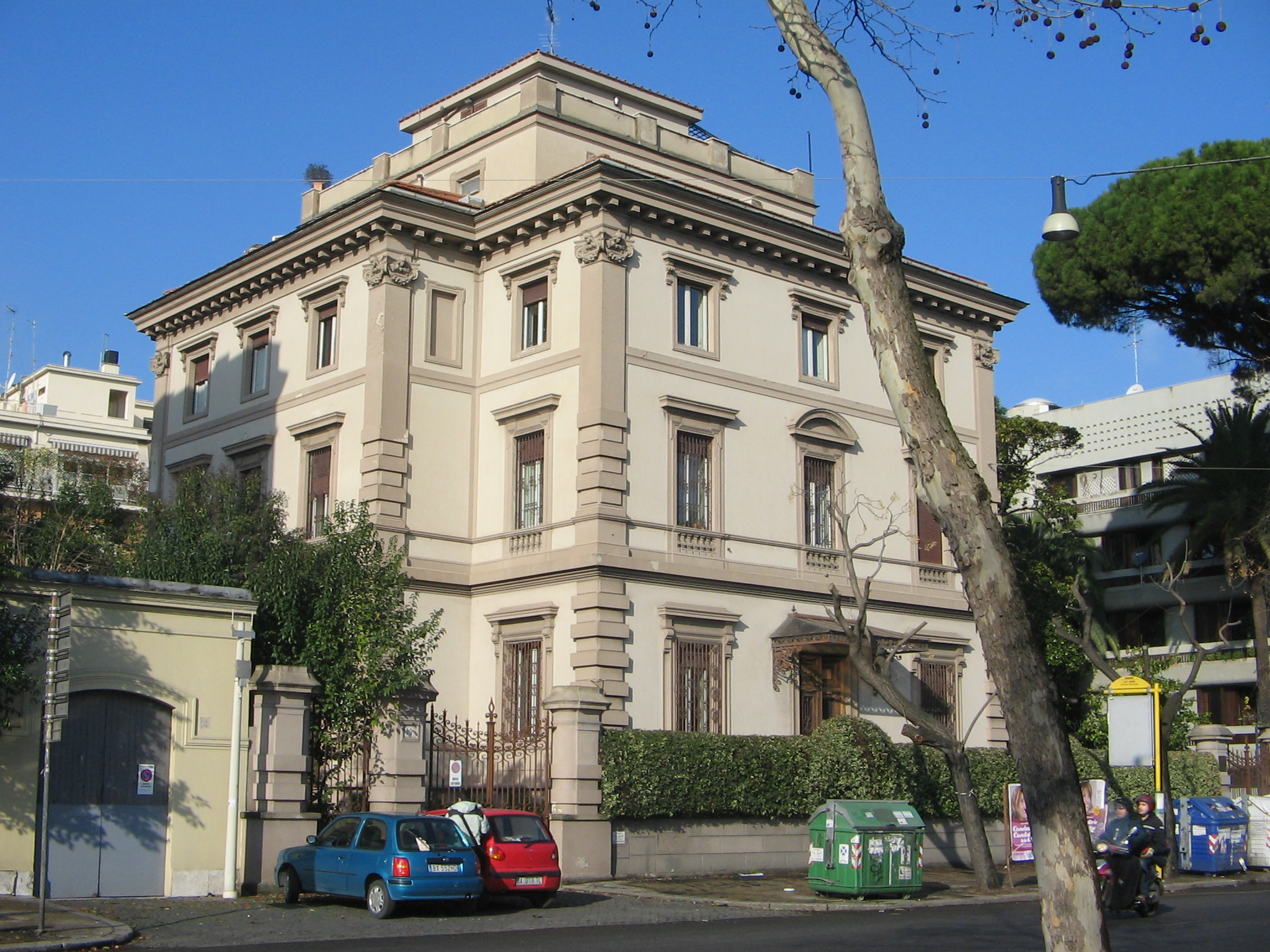

武器河岸（Lungotevere delle Armi）是意大利罗马德拉维多利亚区的一段台伯河岸，连接格拉帕山广场与五日广场。
河岸附近曾有一个广场，现已消失，用于阅兵，河岸因此得名。1906年水牛比爾和他的马戏团在此扎营，利昂·德拉格兰奇在此进行飞行试验，1911年在此举行庆祝意大利统一50周年展览。

## 建筑
武器河岸有一些豪宅，建筑混合了文艺复兴和巴洛克特征，是1909-1911年间流行的风格，当时举办庆祝意大利王国成立50周年展览“全国建筑竞赛”，当时建造的一些建筑，后来被拆除。